# 徐騰芳
徐騰芳（1580年—？年），字雲卿，號玉臺，直隸寧國府宣城縣人，儒籍，明朝政治人物。

## 生平
萬曆三十四年（1606年）丙午科應天府鄉試三十二名舉人，萬曆三十八年（1610年）庚戌科會試九十九名，第三甲第一百一十七名進士。都察院觀政，授四川成都府新津縣知縣，四十年調富順縣，四十二年陞江西九江府同知，四十五年陞戶部員外郎。天啟初，任直隸真定府知府，二年（1622年）八月升山西易州兵備副使，擒贼黨于宏志等，破其衆六千人，條議十余事，悉中肯。綮朝廷欲以邊才進用，遷參政卒。

## 家族
曾祖徐詢，祖徐儒，父徐元學，母陶氏。永感下。兄先芳（庠生）；大芳；定芳；定疇（備兵坐營）；申慶（貢生）；夢麟（山東庠生）；瑞芳；臣慶（壬午舉人）；蘭芳，弟中瀛（監生）；廷慶（恩生）；之慶（官生）。
子一奎；一壁；一斗。